# シグナリング分子
シグナリング分子（シグナリングぶんし、英: signaling molecule）とは細胞間の情報伝達機能を持つ化学物質。ある種の分子はシグナルとして細胞から放出され、細胞間隙を通過し、他の細胞の受容体に影響を与え、細胞の反応の引き金となる。